# کازوما موراتا
کازوما موراتا (انگلیسی: Kazuma Murata؛ زادهٔ ۲۸ نوامبر ۱۹۹۱) بازیکن هاکی روی چمن اهل ژاپن است.